# 望月家住宅

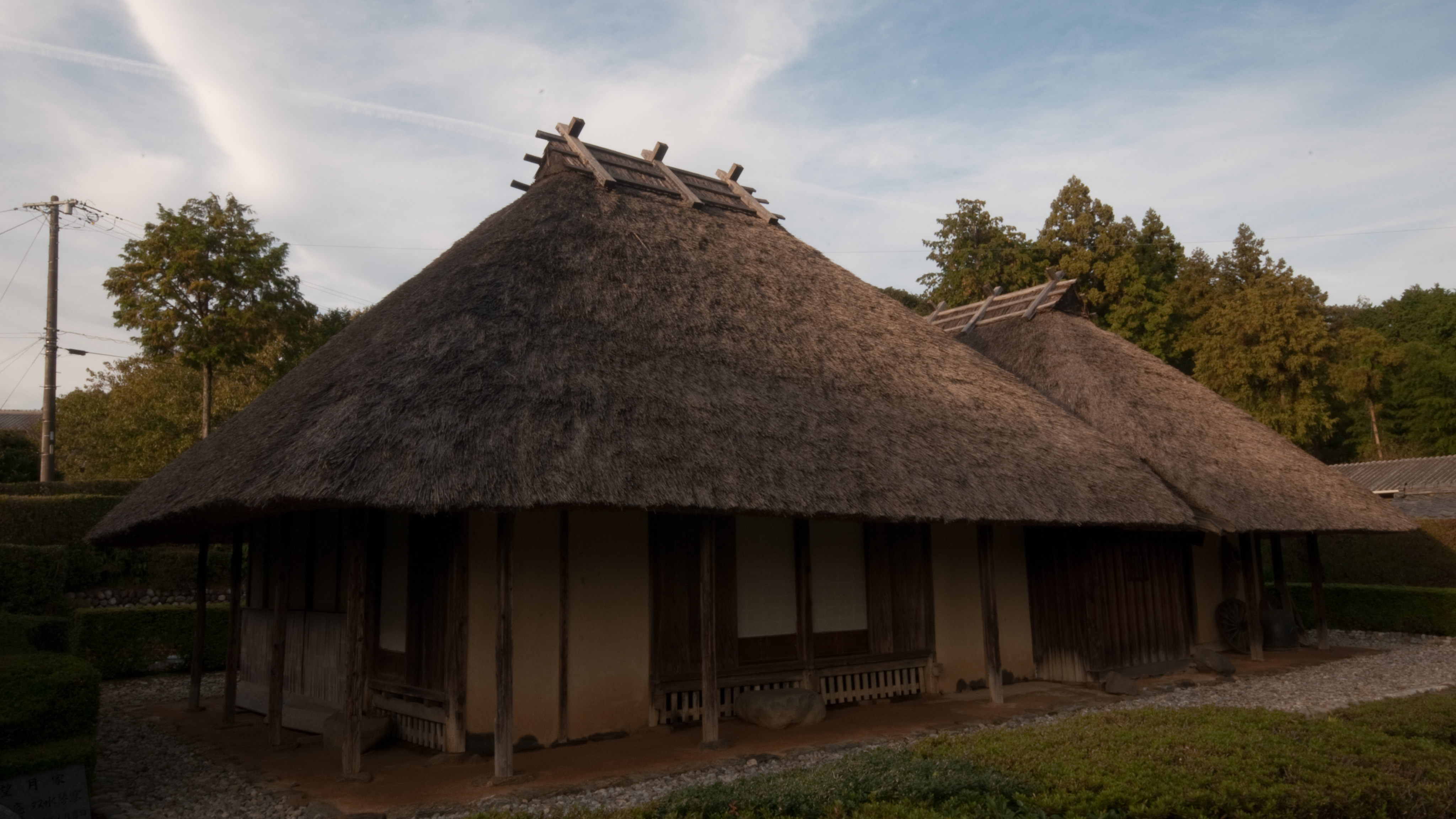
望月家住宅

望月家住宅（もちづきけじゅうたく）は、愛知県新城市にある歴史的建造物（民家）。「釜屋建て」という当地方特有の建築形式を有する。重要文化財に指定されている。

## 概要

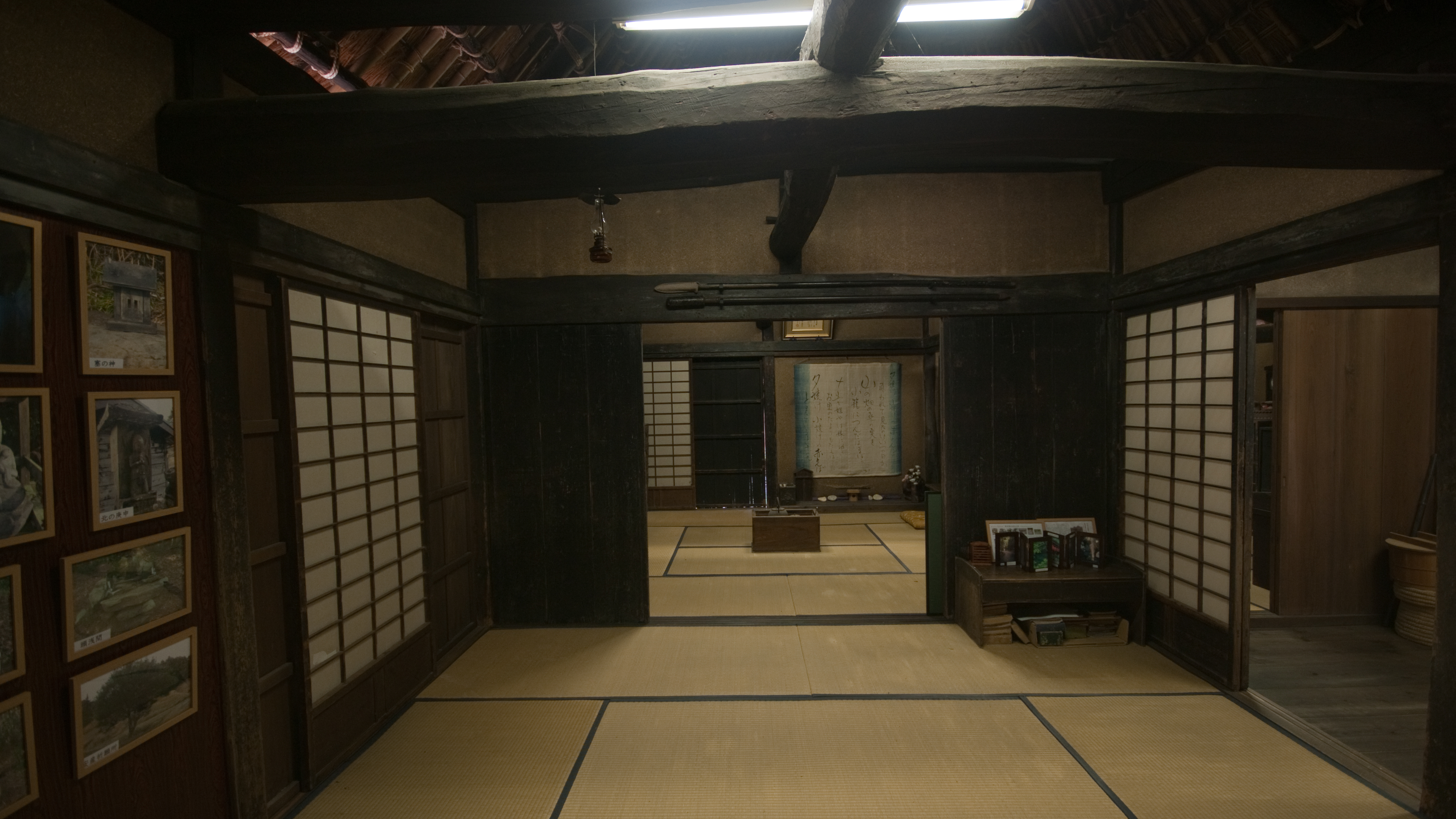
望月家住宅の内部

武田家の家臣で長篠の戦いに敗れた後に土着したとされる望月家の住宅である。元禄2年（1689年）建立との伝えもあるが、それを証する棟札、文書等はなく、実際の建立年代は18世紀後半と推定されている。居室部と土間を別棟とする分棟型民家で、釜屋建てと呼ばれる。釜屋建ての民家は豊川流域から天竜川流域にかけて分布するが、望月家住宅は現存する同種の建物としては一番古い建物である。

## 特徴
上手（当住宅の場合は、正面から見て左側）を居室部、下手を土間とする一般的な間取りであるが、居室部（主屋）と土間（釜屋）を別棟とする点にこの住宅の特色がある。主屋は寄棟造、茅葺、平入。釜屋は寄棟造、茅葺、妻入で、主屋と釜屋の棟はT字状に直交する。主屋は整形四間取り（田の字形に4室を配す）。釜屋は土間で炊事場や作業場、馬屋、風呂場などがある。主屋と釜屋の接する部分には雨水を受けるための桶がある。主屋は、部材をちょうな仕上げとする点、1間ごとに柱が立つ点などに古式がみられる。釜屋の建立年代は、主屋と同時ではなく、やや下るとみられる。建物は1974年に国の重要文化財に指定されている。

## 交通
- 新城駅から豊鉄バス「黒田」下車、徒歩30分
- 東名高速道路豊川インターチェンジから国道151号→県道6号